# Полина
Поли́на — женское имя.
- Поли́на — женское русское имя французского происхождения (Pauline), производное от мужского имени Поль (Paul); таким образом происходит от латинского paulus («маленький», «малыш»).
- Поли́на — разговорная форма имени Аполлинария, что значит «Солнечная». Происходит от имени древнегреческого бога света Аполлона.

## Именины
В русской традиции носящих это имя обычно крестят под именами Павла, Павлина, Пелагея и Аполлинария.
- Павла, мученица (4 июня);
- Павла, вдова (26 января);
- Павла, дева (3 января);
- Павла Византийская, мученица, дева (3 июня)
- Павла Кесарийская (Палестинская), мученица, дева (10 февраля)
- Павлина Римская — (†302/303), дева и мученица Римская, память 6 июня.
- Павлина (III век) — иная мученица Римская (см. Евсевий Римский), память 2 декабря.
- Павлина (31 декабря) — иная мученица Римская, похоронена в Риме, в катакомбах около Салариевой дороги — (см. Доната), память 31 декабря.
- Павлина (10 мая) — пострадавшая в Тарсе Киликийском, память 10 мая (ст. ст.). Упоминается у архиепископа Сергия (Спасского) в «Полном месяцеслове Востока» (Владимир, 1901), Т. 1., С. 663, 721 (Со ссылкой на Сирийский месяцеслов 411—412 гг.).
- Преподобная Аполлинария — преподобная, подвизавшаяся в мужском образе (память 18 января (5 января ст.ст.))
- Аполлинария (Тупицына) (1937 г.) — новомученица (память 30 сентября по ст.ст.)
- Дева Аполлинария — (память 22 марта по ст. ст.)
- Пелагия Дивеевская (1884) — Христа ради юродивая (память 12 февраля (30 января по ст. ст.))
- Пелагия — мученица (память 5 апреля (23 марта ст. ст.))
- Пелагия Тарсийская (Святая мученица девица Пелагия) — мученица (память 17 мая (4 мая ст. ст.) и 20 октября (7 октября по ст. ст.)
- Пелагия (Жидко) — новомученица (память 26 июня (13 июня по ст. ст.))
- Пелагия (Балакирева) — новомученица (память 30 июня (17 июня по ст. ст.))
- Святая Пелагия дева Антиохийская — мученица, ученица сщмч. Лукиана Антиохийского (память 21 октября (8 октября ст. ст.))
- Преподобная Пелагия Антиохийская, Елеонская и Палестинская — преподобная, подвизавшаяся в мужском образе (память 21 октября (8 октября ст. ст.))
- Пелагия (Тестова) — новомученица (память 3 ноября (21 октября по ст. ст.))